# コンヤ・トラム
コンヤ・トラム（トルコ語: Konya tramvayı）は、トルコの都市・コンヤ市内を走る路面電車。2021年現在運行する路線は1992年に開通したもので、路線バスなどの他の公共交通機関と共にコンヤ都市圏自治体（Konya Büyükşehir Belediyesi）がインテリジェント交通システム（Akıllı Toplu Ulaşım Sistemi、ATUS）のブランド名で運行している

## 概要
トルコの都市・コンヤは、郊外に建設されたアナトリア・バクダッド鉄道のコンヤ駅と都市中心部を結ぶため、19世紀末に馬車鉄道が建設され、1917年以降は電化工事が実施され路面電車となった歴史を有する。だが、この路面電車はバスの発展と共に利用客が減少した結果1924年に廃止され、レールは電柱へと再利用された。
その後、コンヤ市内における公共交通機関の主力は自動車となったが、1980年代になると都市の成長に伴う道路の混雑が課題となった他、セルチュク大学へ向かう路線バスも混雑に加え燃料費の高騰が問題となった。そこで1983年以降、コンヤ市議会では市内の新たな交通機関として路面電車（ライトレール）を建設するプロジェクトを立ち上げ、トルコ政府からの認可、西ドイツ（現：ドイツ）やトルコの企業によるコンソーシアムとの建設契約を経て1980年代末から工事が開始され、1992年4月23日から試運転が開始された。そして、同年9月28日の開通式や期間限定の無料運転の後、10月5日から本格的な営業運転が始まった。セルチュク大学への延伸が実施されたのはその7年後となった1999年である。
その後、2015年にも新たに4.4 kmの区間が延伸し、同時に2号線の運行も開始したが、そのうち市内中心部の歴史地区を走る1.8 kmの区間については架線が存在しない架線レス区間となっており、延伸に際して導入された新型電車については充電池（チタン酸リチウム二次電池）が搭載されている。
2021年現在は全長25.5 kmの路線網を有しており、以下の2系統が運行している。
| 番号 | 起点     | 終点                | 備考・参考 |
| ---- | -------- | ------------------- | ---------- |
| 1    | Alaaddin | Selçuk Üniversitesi |            |
| 2    | Alaaddin | Adliye              |            |

## 車両

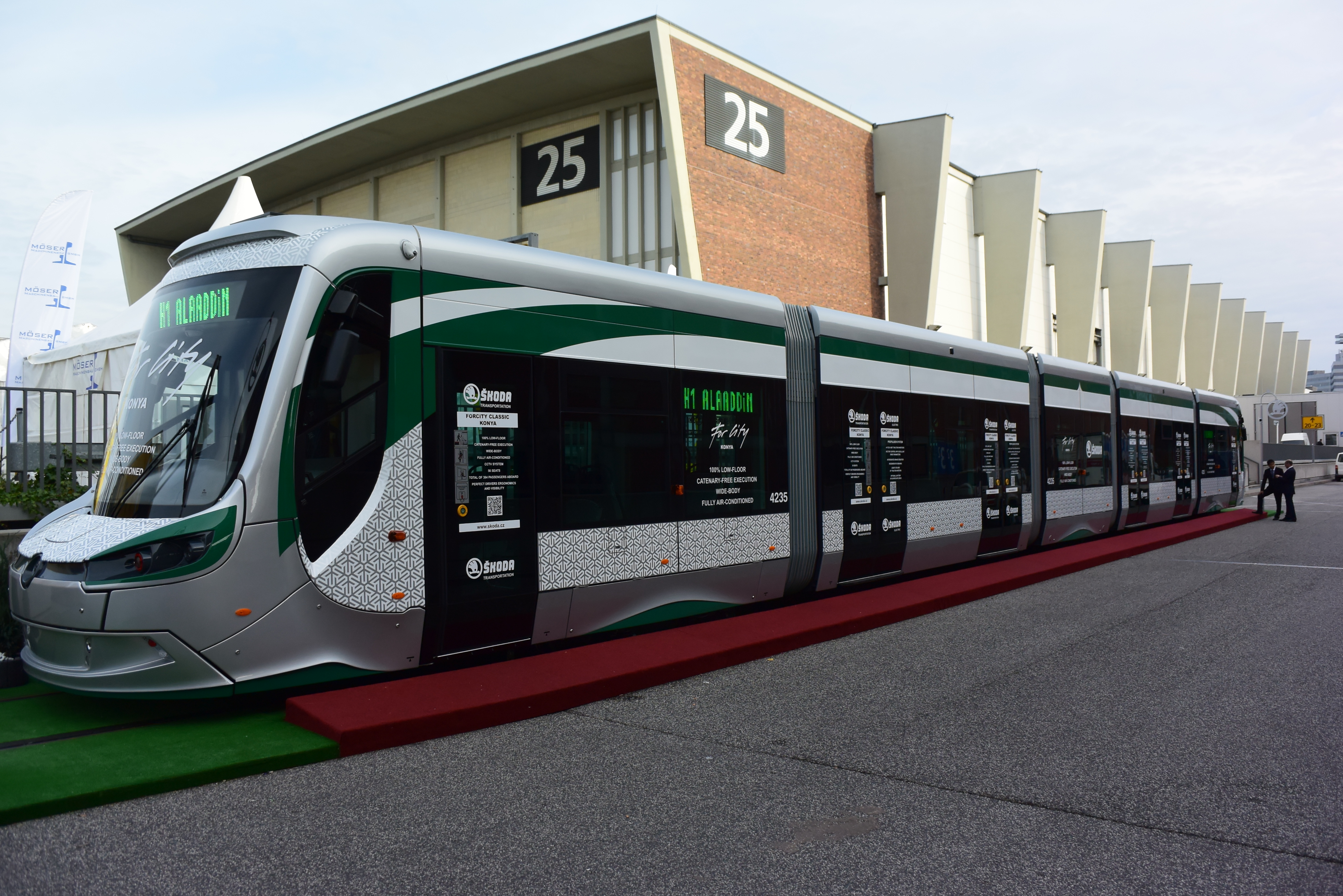
イノトランスで展示された28T（2014年撮影）

2021年現在、コンヤ・トラムで運行しているのはチェコのシュコダ・トランスポーテーションが開発した超低床電車のフォアシティ・クラシック（28T）である。そのうちコンヤ・トラムで使用されているのは5車体連接車で、開発に際してはハンガリーのミシュコルツ市電に導入された車両が基礎となっている。2021年現在は72両が在籍するが、そのうち増備車の12両については架線レス区間での走行に合わせてチタン酸リチウム二次電池を用いた充電システムが搭載されている。

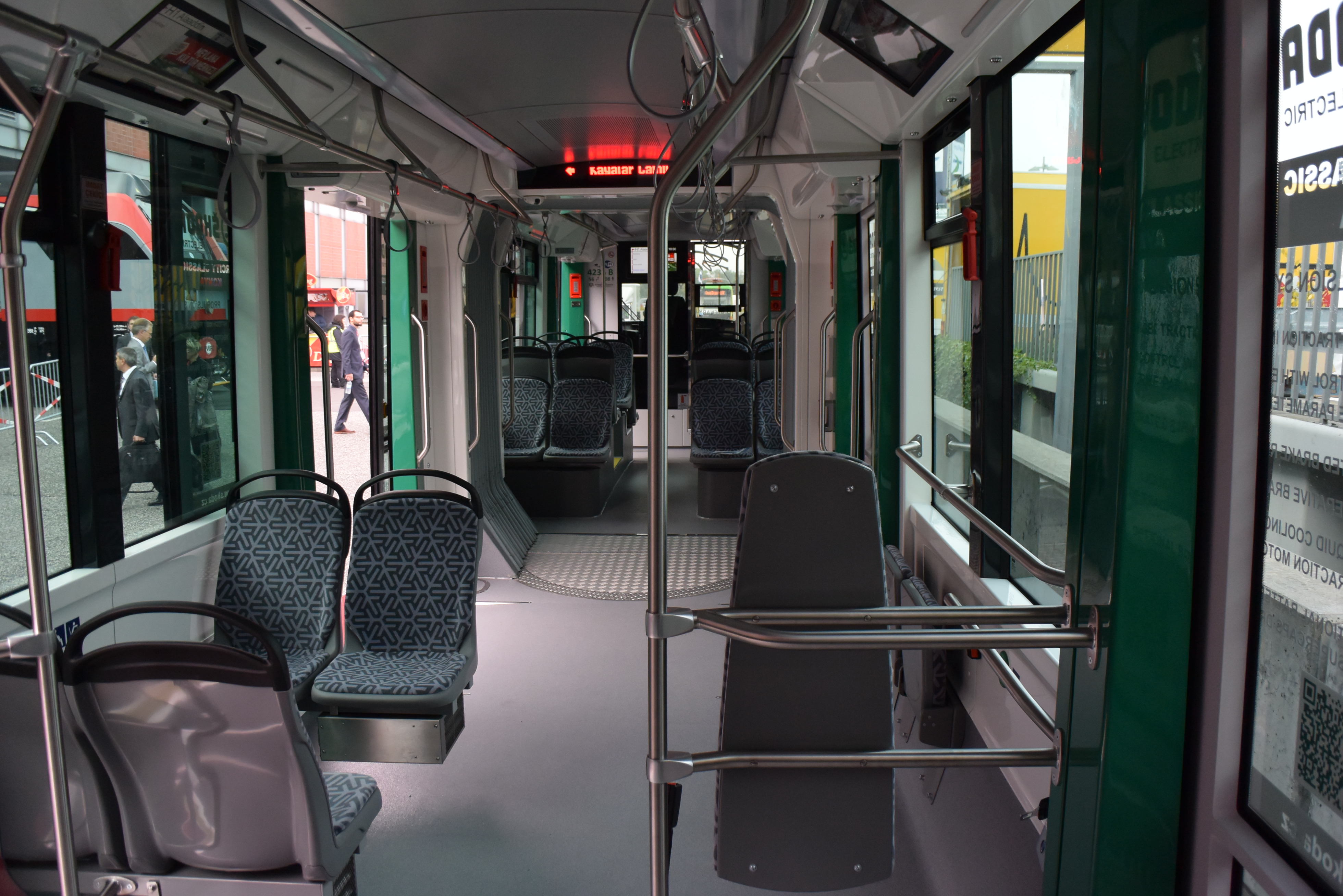
車内（2014年撮影）
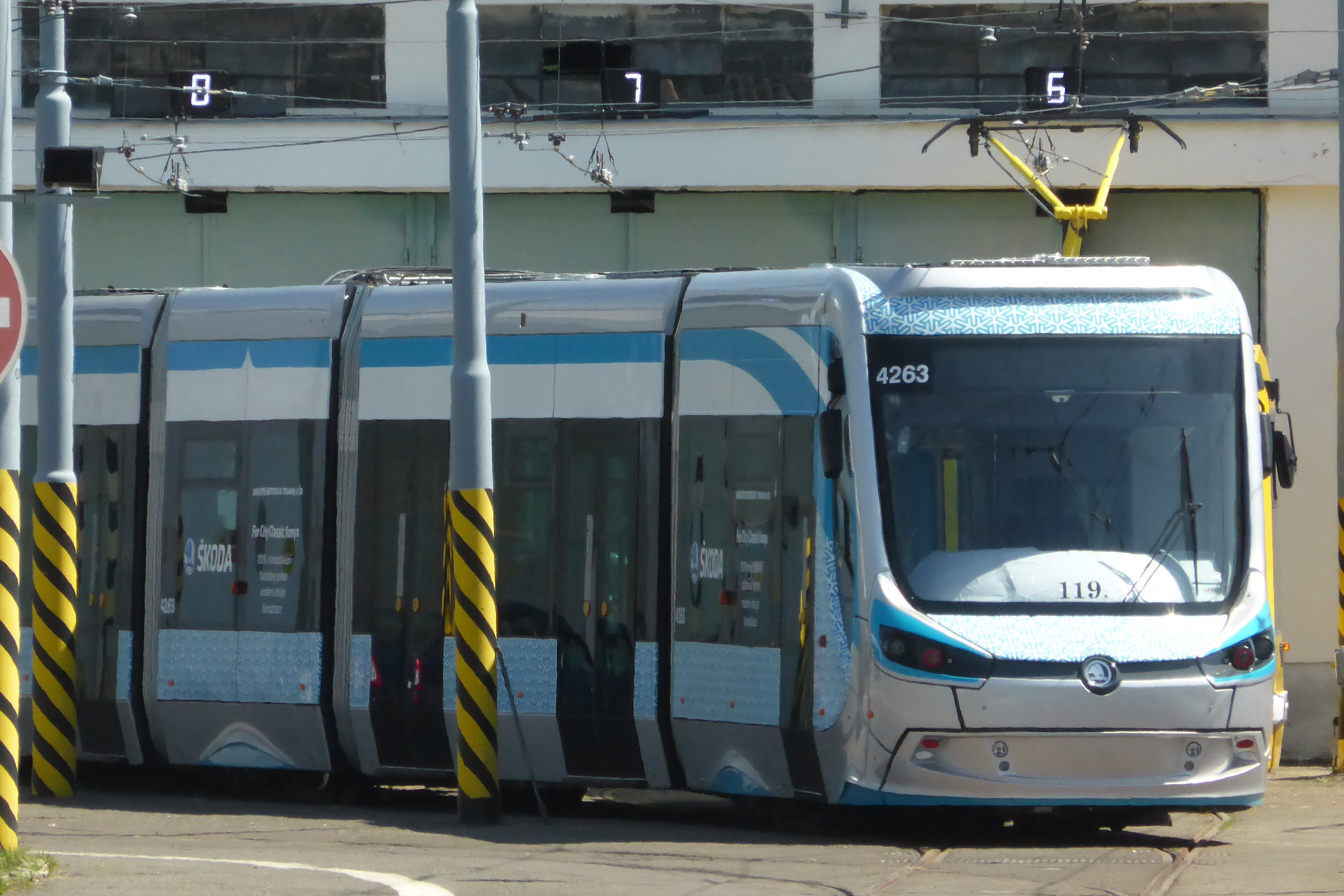
充電システムを搭載した増備車（チェコ、2015年撮影）

### 過去の車両

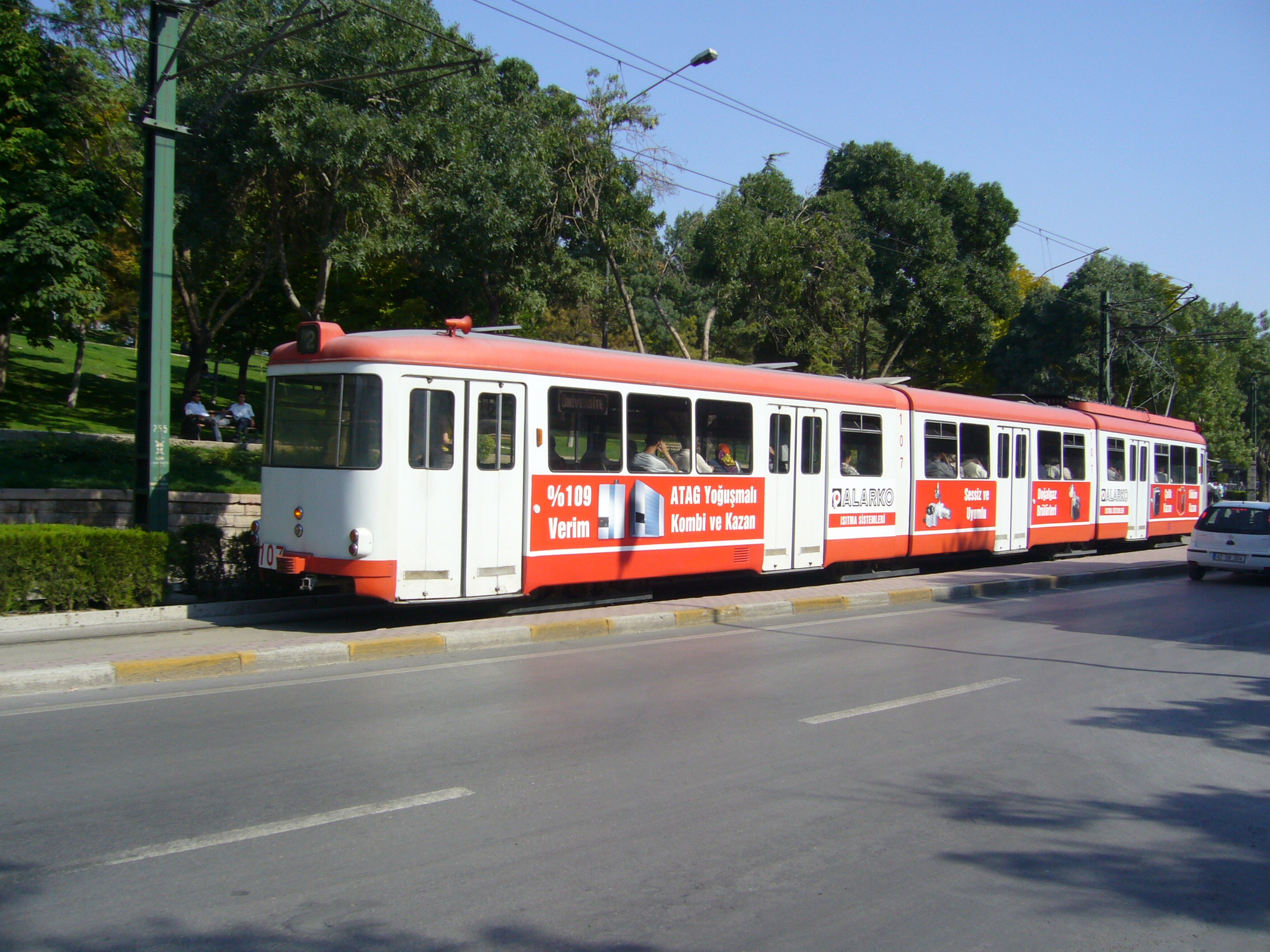
デュワグカー（後方、2006年撮影）

- デュワグカー - ドイツのケルン（ケルン・シュタットバーン）から譲渡された片運転台式の3車体連接車。コンヤ・トラムの開業に合わせて譲渡が行われ、近代化工事を経て長期に渡って使用されたが、前述したシュコダ製の超低床電車導入によって運用を離脱し、ボスニア・ヘルツェゴビナのサラエヴォ市電（サラエヴォ）へ譲渡された[5][13]。

| 主要諸元 | 主要諸元    | 主要諸元 | 主要諸元 | 主要諸元 | 主要諸元 | 主要諸元 | 主要諸元 | 主要諸元 | 主要諸元 | 主要諸元 | 主要諸元    |
| 両数     | 編成        | 製造年   | 全長     | 全幅     | 全高     | 重量     | 定員     | 定員     | 出力     | 出力     | 参考        |
| 両数     | 編成        | 製造年   | 全長     | 全幅     | 全高     | 重量     | 着席     | 立席     | 主電動機 | 車両     | 参考        |
| -------- | ----------- | -------- | -------- | -------- | -------- | -------- | -------- | -------- | -------- | -------- | ----------- |
| 20両     | 3車体連接車 | 1963-66  | 29,760mm | 2,500mm  | 3,220mm  | 28.7t    | 83人     | 248人    | 150kw    | 300kw    | [ 2 ] [ 5 ] |